# Nephodia bonitaria
Nephodia bonitaria là một loài bướm đêm trong họ Geometridae.